# Opisognathus
Opisognathus is een kevergeslacht uit de familie van de boktorren (Cerambycidae). De wetenschappelijke naam van het geslacht werd voor het eerst geldig gepubliceerd in 1861 door Thomson.

## Soorten
Opisognathus is monotypisch en omvat slechts de volgende soort:
- Opisognathus forficatus (Fabricius, 1798)